# Catedral de Roda d'Isàvena
La Catedral de Sant Vicent màrtir de Roda d'Isàvena a la comarca de la Ribagorça és una catedral romànica que fou seu del bisbat de Roda-Barbastre entre el 887 i el 1149, quan va ser traslladada al bisbat de Lleida. Roda és la localitat espanyola més petita amb una seu catedralícia, si bé deixà de ser seu episcopal l'any 1851 i actualment només és l'església parroquial oberta al culte.
L'edifici romànic data dels segles xi i xii. Va ser objecte d'importants reformes en el segle xviii, en què es va construir el pòrtic i la torre de la façana sud en estil barroc.
S'hi conserva el sepulcre de Sant Ramon de Roda, que fou bisbe de Roda-Barbastre, i l'urna funerària de Sant Valeri, bisbe de Saragossa.
Fou declarada Monument Nacional el 1924. El valor històric i cultural n'ha fet un punt d'atracció turística.

## Història

### La creació d'un bisbat
El Bisbat de Roda, fou creat a final del segle ix pel comte de Ribagorça Ramon I, que volia tenir jerarquia eclesiàstica pròpia, independent del bisbat d'Urgell el qual mantenia l'autoritat sobre aquestes terres per un precepte reial de Lluís el Pietós del 814.
L'església es construí sobre un temple preromànic anterior i va ser consagrat el 819 pel bisbe d'Urgell Sisebut. La consagració de la nova seu fou l'1 de desembre de 956, quan l'arquebisbe de Narbona, Aimeric, la va designar seu amb bisbe propi i la va segregar de la diòcesi d'Urgell. El primer bisbe fou el fill del comte Ramon II de Ribagorça i la seva esposa Garsenda de Fesensac, Odisent de Ribagorça, que la consagrà sota l'advocació de Sant Vicent el 17 de novembre de 957. Des d'aquest moment es va crear una activa organització eclesiàstica que aixecarà noves esglésies arreu del territori, fins que el que el 1006 Abd al-Malik, fill d'Almansor, va envair el territori i destruir totes les esglésies, catedral de Roda inclosa, i va fer presoner el bisbe Eimeric.

### La catedral romànica
Després de la destrucció de la primitiva catedral per Abd-al-Malik l'agost de 1006, el 1017, els ribagorçans van decidir construir-ne una de nova i encarregaren les obres a un equip de mestres llombards que van començar el temple en estil romànic llombard. Es desconeix el nom del mestre, si bé està documentada la participació del mestre local Bradila, que va dirigir les obres de reparació. El rei de Navarra, Sanç III (1000-1035), havia conquerit el comtat el territori i la Ribagorça va perdre la independència. Llavors es produí una substitució dels mestres llombards per un equip de mestres navarresos que varen continuar els treballs amb criteris diferents, relacionats amb el Camí de Sant Jaume. El projecte original preveia un edifici de tres naus amb capçalera triple d'absis semicirculars precedits de tram recte, en l'actualitat el septentrional està reformat.
El 15 de febrer de 1030 el bisbe Arnulf I va tornar a consagrar el temple aquest cop sota l'advocació de Sant Vicent i Sant Valeri, i va traslladar les restes d'aquest darrer sant a la catedral.
En el regnat de Sanç III la construcció s'acaba. Rematat amb la capçalera, i s'erigeix una torre al costat sud. A principi del segle xii, especialment durant el mandat del bisbe Sant Ramon, s'alcen les tres naus i es construeixen les criptes en els absis, per al que va caldre sobre-elevar el paviment. També es va construir el claustre al costat nord del temple i davant de la capella de Sant Agustí de nau única i absis semicircular, que va ser consagrada pel bisbe Ramon el 1107. Aquesta capella que ara inclou la sala capitular, fou probablement l'església original del castell preexistent.

### Trasllat del bisbat i fi com a seu episcopal
Amb la conquesta de Barbastre el 1100, la seu del bisbat es traslladà i canvià el seu nom a Bisbat de Roda-Barbastre. Més tard Ramon Berenguer IV, comte de Barcelona i príncep d'Aragó, va dur la seu episcopal a Lleida, un cop va ser conquerida definitivament als musulmans el 1149, i aleshores Roda va perdre l'estatut de seu episcopal.
Més tard, al segle xviii, es varen construir en estil neoclàssic el pòrtic meridional i la torre actual, situada sobre les restes de la romànica.

### Etapa post-bisbat
Durant el Renaixement, Joan de Borja i el seu nebot Gil de Borja, que van ocupar successivament el càrrec de prior claustral, van omplir amb la seva personalitat gairebé mig segle d'història rotense, entre 1497 i 1545, junt amb Pere Agustí, que, com prior major, duu a Roda l'escultor Gabriel Yoly, autor del retaule major.
En la segona meitat del segle xvi, Roda pateix nombrosos espolis. El 1594 es varen traslladar les relíquies de Sant Ramon a Barbastre i es va produir un motí, apaivagat per Ramon Cerdán, governador d'Aragó. Durant la guerra civil catalana Roda va contribuir amb diverses càrregues i el seu prior, Tomàs de Bielsa, va ser agredit durant el saqueig de la catedral.
A la guerra de successió espanyola, Roda es pronuncià a favor de l'Arxiduc Carles. Miguel Marge manava una columna de miquelets alemanys amb la qual va plantar cara a l'exèrcit borbònic del duc d'Orleans. Els austriacistes van ser derrotats i els francesos van ocupar la vila, desallotjats pels de l'Arxiduc, van tornar de nou els borbònics i en represàlia van fer un brutal saqueig, que quedaria reflectit en un curiós i angoixat «Tractat de les Llàgrimes» que va vessar la vila de Roda en semblant ocasió. El comte de Staing, un general francès, espremé a la població i feu caure les muralles, encara que no va poder apoderar-se de les joies de l'església, que havien estat traslladades a Barbastre.
El 1787 el bisbe de Lleida, Jeroni Maria de Torres, va declarar la secularització del capítol de Roda, que quedava reduït a simple col·legiata, encara que va reconèixer l'església rodenca com a cocatedral, juntament amb Lleida. A la guerra del francès es va lliurar la batalla de Roda, del 3 al 5 de maig de 1812, en la qual el general francès baró de Bourke, amb tres mil infants i dos-cents cavallers, va atacar i va ser derrotat pel general espanyol baró d'Eroles. El 1835, durant la primera guerra carlina, quan passava per Roda l'expedició comandada pel brigadier carlí Guergué, que des de Navarra es dirigia cap a Catalunya, va posar en fuga un grup de voluntaris nacionals, capitanejat per Pedro Carpi. La soldadesca liberal, no va poder penetrar l'antic temple catedralici i va punxar amb les baionetes les escultures pètries del pòrtic.
La col·legiata de Roda va patir els embats de la desamortització el 14 de maig de 1843, i els seus béns foren posats a pública subhasta. Finalment, d'acord amb els acords concordataris de 1851, es va suprimir la col·legiata i va passar a ser parròquia arxiprestal, amb escassa i retallada jurisdicció.
El 1907 l'Institut d'Estudis Catalans va organitzar una expedició a partir de la qual es va començar a valorar l'interessant patrimoni artístic de la catedral de Roda. L'expedició portava el nom de Missió arqueològico-jurídica a la ratlla d'Aragó. L'equip estava format per Josep Puig i Cadafalch, Guillem Marià Brocà, Josep Gudiol, Josep M.Goday i Adolf Mas. Aquell mateix any, Gudiol va publicar un article sobre la catedral: El necrologi de l'església de Roda.
L'any 1924 l'església fou declarada monument nacional i durant la segona República Espanyola se n'inicià la restauració, que va continuar els anys quaranta. La recuperació del monument inclou la remodelació dels accessos i de l'espai circumdant, amb notables aportacions privades.

## Edifici

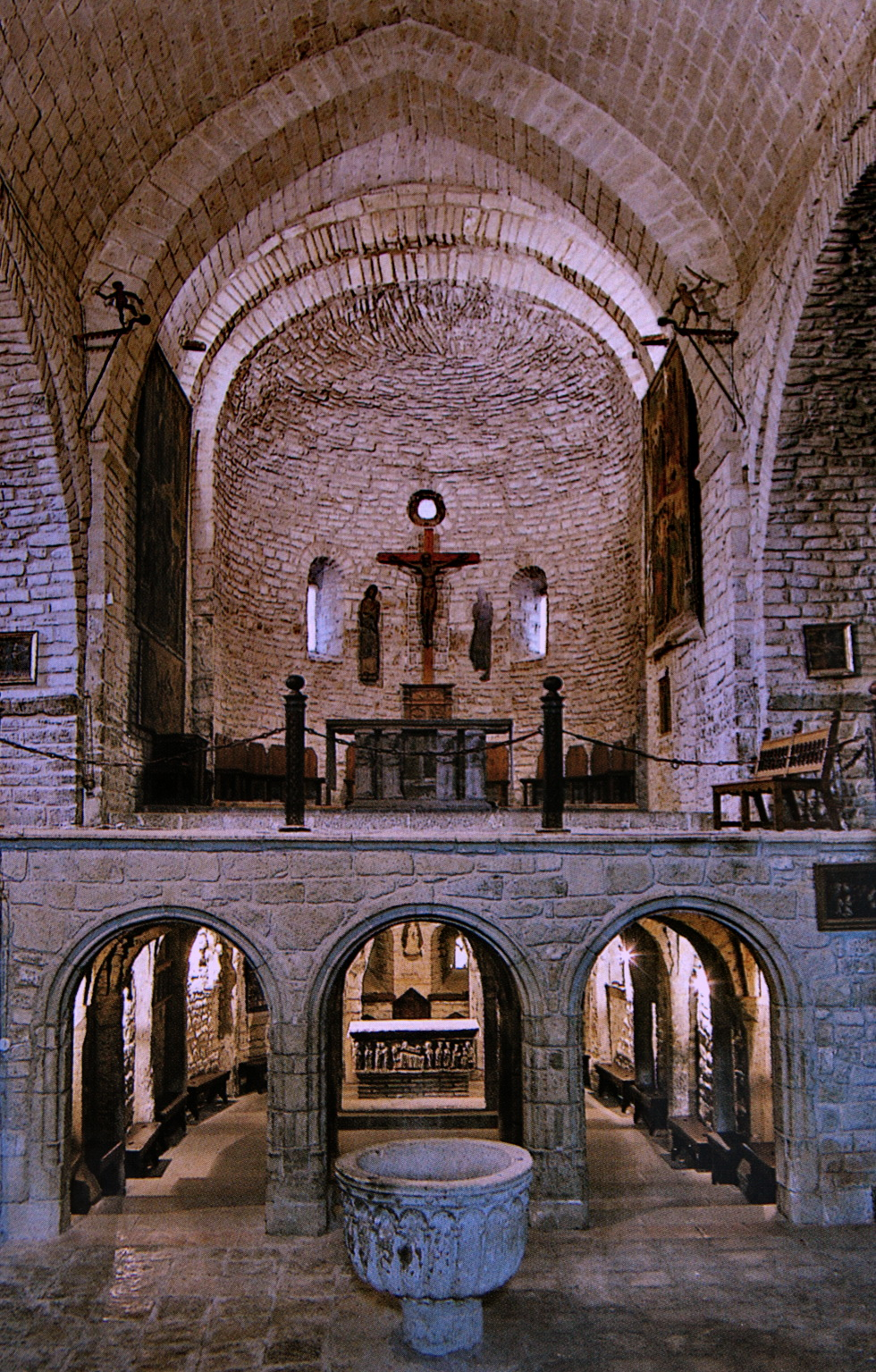
Vista amb la distribució d'espais, l'altar major i les criptes

L'edifici és de notables proporcions, de planta basilical de tres naus, amb orientació canònica i accés principal pel costat sud.
A la capçalera de les tres naus hi ha tres absis semicirculars, amb volta de quart d'esfera al central i de canó apuntat els laterals, precedits per un tram recte. La nau central i l'absis són més amples i alts que els laterals. L'absis del costat nord és una reconstrucció recent feta a imatge del seu bessó sud, ja que va ser transformat el 1569, segons una inscripció gravada a la llinda de la cripta, escapçant-lo a l'altura del sostre de la cripta per a fer-hi una sagristia. Exteriorment, l'absis central és d'estil llombard: amb lesenes i fris amb arcuacions cegues en alternança de dos i quatre entre cada lesena.
La nau central té unes mides de 36,5 metres x 5,85, mentre que les laterals són de 28,5 × 3,85 metres. En sentit est-oest, el temple queda dividit en tres crugies, a més del tram recte que precedeix els absis. No disposa de creuer ni de cimbori. La coberta de la nau central de l'església és una volta de canó apuntat sustentada per arcs torals. La volta és una construcció posterior (1737), que hauria reempaçat la coberta original de fusta. Les naus laterals tenen volta d'aresta i els arcs formers de separació entre les naus són de mig punt. El conjunt descansa sobre quatre grans pilars cruciformes exempts situats al centre de la nau central.
Als seus peus la nau central fou allargada cap a ponent amb la construcció d'un cor rectangular per als clergues, separat de la nau per una reixa de fusta. Aquest espai dedicat allotja un orgue amb una caixa obra de Juan Busin de 1722 i un notable cadiratge renaixentista de fusta de noguer treballada que data del 1786.
La part més destacada de la catedral és la cripta sota la capçalera. De fet, són tres criptes, una per cada nau. La central i la del costat de l'evangeli ocupen l'espai de sota l'absis i el tram que el precedeix, mentre que la del costat de l'epístola només ocupa la part inferior del seu absis.
El terra de la cripta està lleugerament per sota de la resta del temple i sobre el seu sostre es troben el presbiteri i l'altar major, elevats sobre la nau central. Aquesta original disposició divideix l'espai en dos nivells: capçalera i resta del temple.
A la banda nord del temple està el claustre, de planta trapezoïdal, i la zona més antiga on hi havia un castell d'antecedents romans del qual es conserven els fonaments circulars de la torre. Probablement l'església del castell va ser l'actual capella de Sant Agustí al costat de l'absis nord. En alguns murs d'aquesta zona es troben restes d'opus spicatum que parlen de la seva antiguitat.

### Portalada

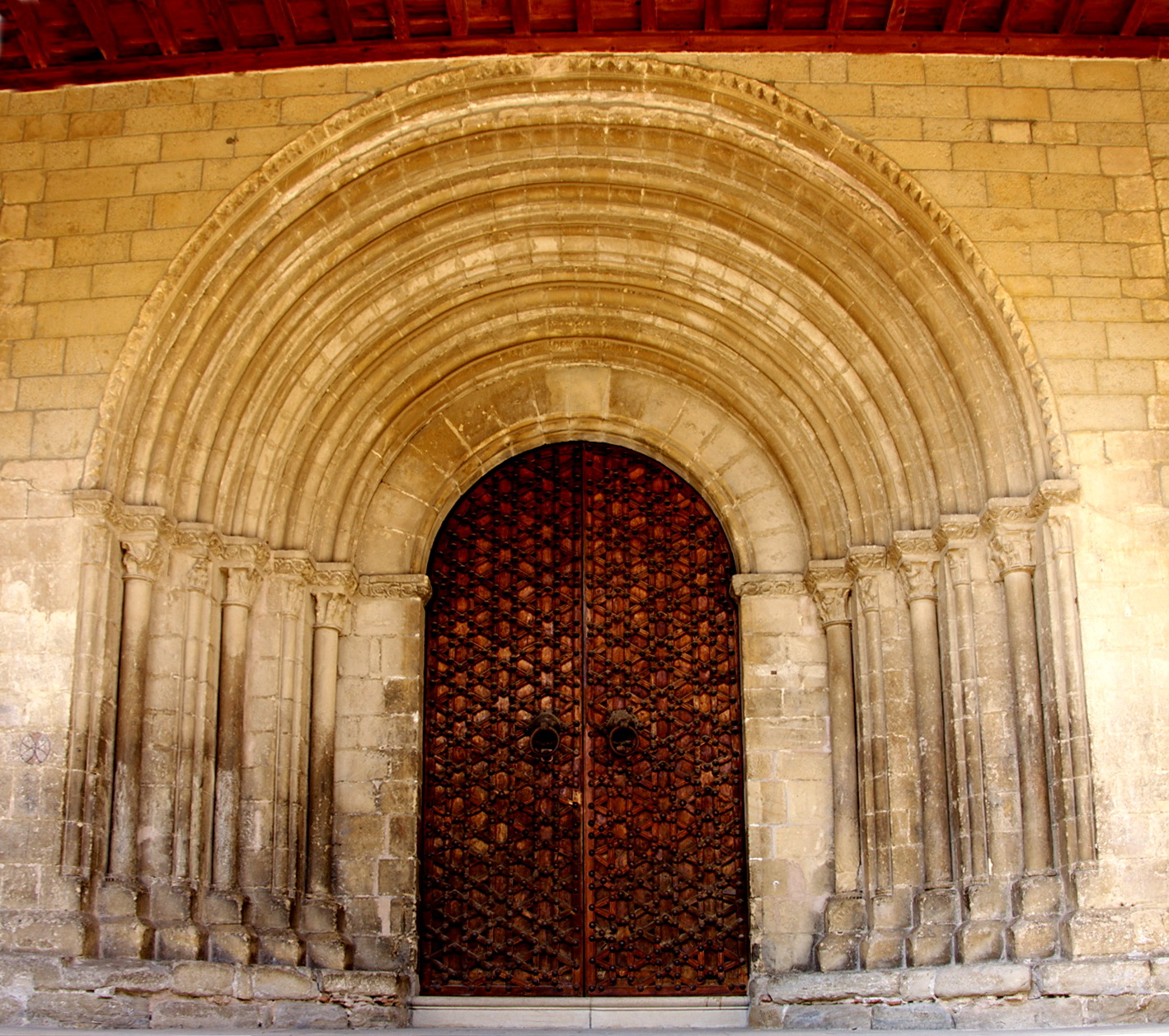
Portalada romànica del amb arquivoltes

La portalada romànica realitzada al segle xiii amb influències de la «Porta dels Fillols» de La Seu Vella de Lleida, s'obre a la façana sud, i es troba protegida per un pòrtic neoclàssic al qual s'arriba per una escalinata.
La porta d'accés està feta d'un arc de mig punt, amb sis arquivoltes abocinades. L'exterior que forma el guardapols amb decoració de puntes de diamant. Les arquivoltes descansen sobre sis columnes a cada costat, tres de cada costat son més primes i s'alternen amb altres de més gruixudes. Les portes són tallades amb ornaments d'estil mudèjar, reforçades per ferratges medievals originals.
Les arquivoltes es decoren amb motius geomètrics i vegetals que descansen en un àbac corregut decorat amb ornaments vegetals ben treballats. Les columnes tenen el fust llis i se'n destaquen els capitells treballats amb temàtica historiada, i que guarda similar composició que el sarcòfag de Sant Ramon de Roda.

#### Costat oest

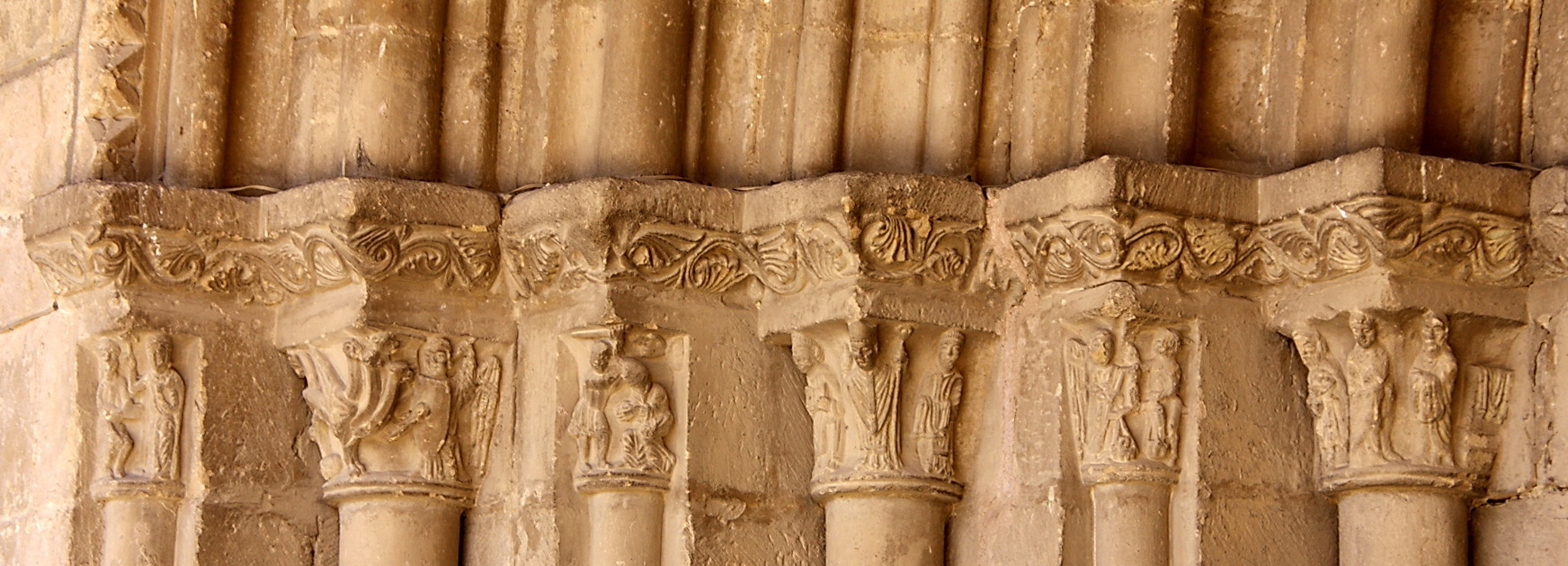
Capitells del Costat Oest de la Portalada.

Al costat oest, a l'esquerra de l'entrada, alguns capitells presenten episodis de l'Antic Testament.
D'esquerra a dreta, el primer representa el Paradís, amb una imatge d'Adam i Eva. El segon mostra com un àngel amb una espasa lluita amb un drac de set caps. A continuació, apareix el «Sacrifici d'Isaac», o bé el martiri per decapitació d'un sant amb la mà de Déu a sobre beneint el martiri. El quart capitell fa referència al conegut bisbe de la diòcesi i impulsor de la construcció, Sant Ramon, que apareix en actitud de beneir juntament amb dos diaques que duen llibre i robes litúrgiques. El cinquè per l'esquerra conté l'episodi de la psicostàsia de Sant Miquel pesant les ànimes dels difunts, mentre el diable intenta temptar-los. En darrer lloc, el més pròxim a la porta, representa una escena del nou testament, la presentació de Jesús al temple, que cronològicament és posterior a la que apareix al capitell especular d'aquest.

#### Costat est

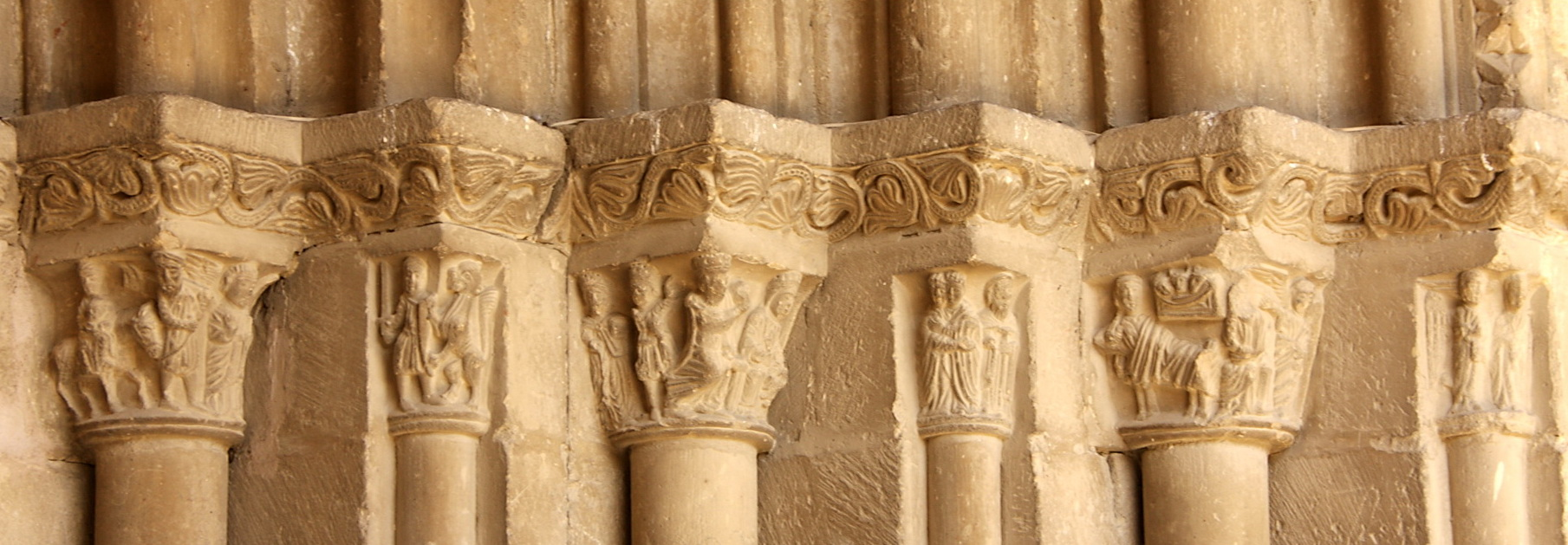
Capitells del Costat Est de la Portalada

Al costat est, a la dreta de l'entrada, els capitells presenten episodis del nou testament. De dreta a esquerra, es representa l'Anunciació, la Nativitat, la Visitació i l'Adoració dels Reis Mags. A continuació apareix una escena medieval que mostra la lluita d'un cavaller armat amb espasa i escut amb un lleó. Per acabar, al capitell més proper a la porta representa la fugida a Egipte.
Cal destacar que els cinc capitells que representen escenes marianes coincideixen amb els que apareixen al sarcòfag de Sant Ramon de Roda.

### Cripta

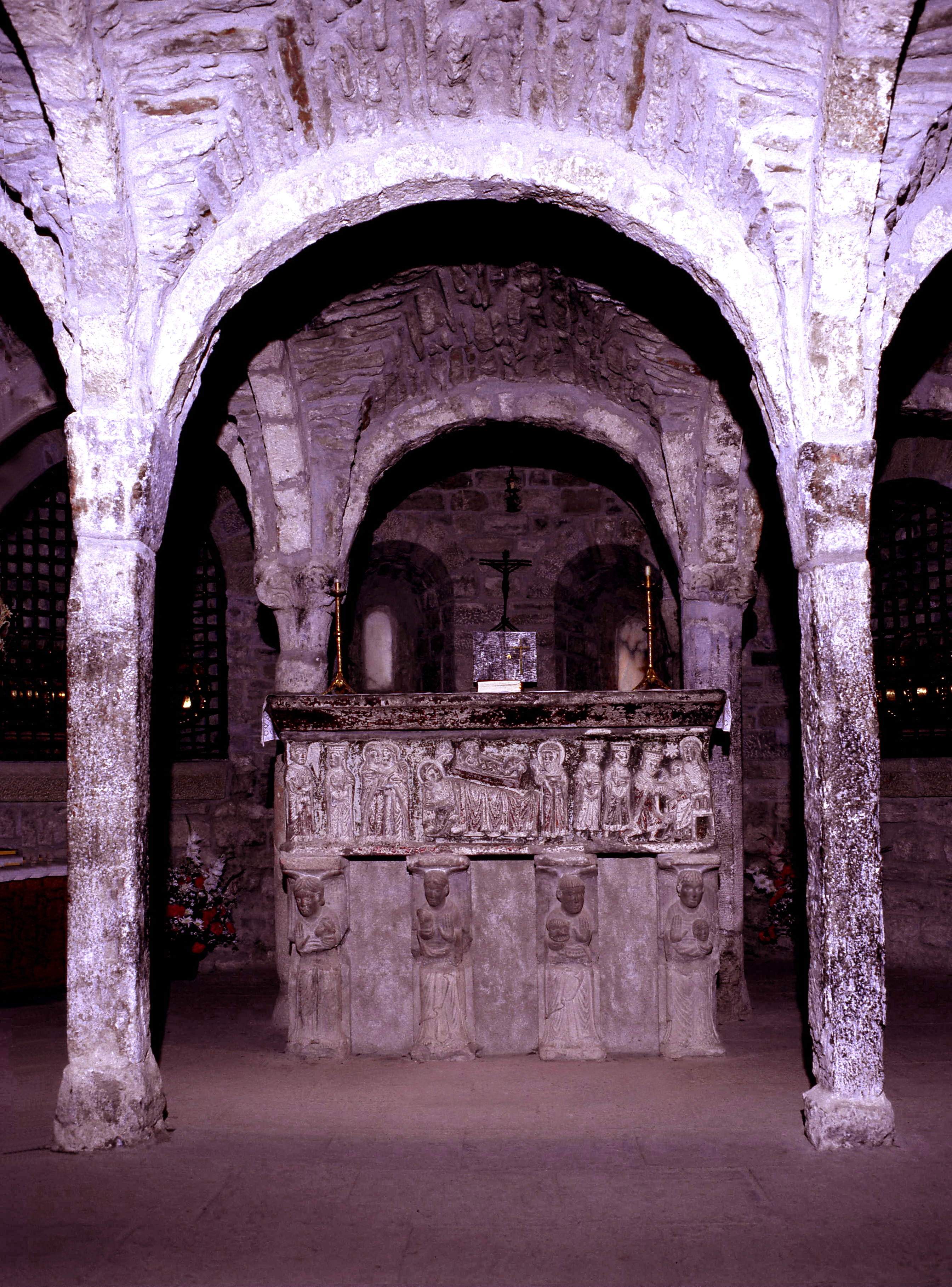
Columnata de la cripta central amb el sarcòfag de sant Ramon encara ubicada sobre quatre imatges del tetramorf que actualment són la base de l'altar major

Un dels elements arquitectònics més destacats de la catedral són les criptes sota les capçaleres de les tres naus. Aquestes criptes són el resultat d'una modificació de 1125 ordenada pel bisbe Ramon de Roda.
La cripta central, a la qual s'accedeix per una triple arcada de mig punt rebaixada (1650), està formada per tres naus de tres trams cadascuna. Al centre es troba el sarcòfag de sant Ramon, que constitueix una de les escasses peces d'escultura funerària romànica (segle xii) que encara es conserven a l'Aragó. Fou consagrada el 31 de març de 1125 pel bisbe sant Ramon a la Mare de Déu, tot i que més coneguda pel nom de sant Ramon.
En aquesta cripta fou sebollit aquest sant bisbe, mort el 1126, tot i que no va ser fins al 27 de desembre de 1170 en què fou dipositat al sarcòfag que presideix aquest espai. Al segle xvii consten obres d'ampliació longitudinal, sota arcada, i la consagració a la cripta de dos petits col·laterals que el bisbe Gaspar Català va dedicar a sant Valeri i a sant Ramon el 24 i el 26 d'octubre de 1651, moment en el qual les despulles es van traslladar a urnes reliquiari barroques de fusta daurada, posades en sengles fornícules a l'absis d'aquesta cripta.
La cripta se sustenta en pilastres exemptes que suporten les voltes d'arestes, mitjançant d'arcs faixons i formers. Aquestes pilastres són de secció rectangular, octogonal i arrodonides, algunes amb capitells de decoració vegetal d'acabat tosc, igual que les mateixes pilastres. La cripta s'il·lumina a través de dues petites finestres en espitllera obertes a la testa del mur de l'absis semicircular.
La cripta del costat sud, sota de la nau de l'epístola, fou acabada modernament. Els constructors llombards només van iniciar l'arrencada de les voltes d'aresta que l'havien de cobrir.
La cripta situada al costat nord, sota de la nau de l'evangeli, és sota l'advocació de sant Valeri. És estreta i allargassada i coberta amb volta de mig canó que pràcticament arrenca del terra i absis semicircular cobert amb volta de quart d'esfera. Aquesta cripta rep els noms de «sala de l'Arxiu» o «sala del Tresor», per haver atès aquestes funcions antigament. La cripta constitueix una petita obra d'art romànic. Als murs artistes del segle xiii vinculats al cercle del mestre de Navasa (segons el professor Gudiol) varen plasmar amb les seves pintures murals tot un món romànic.
La capçalera fou decorada amb pintures al temple, en la qual encara hi ha un Crist en Maiestas Domini envoltat pel tetramorf. També es pot veure una escena amb un home lluitant contra dos monstres, el baptisme de Jesús al riu Jordà, i a sant Miquel amb els atributs de la psicostàsia: valorant si les ànimes han d'anar al Cel o a l'Infern.
Sota la finestra que centra l'absis hi ha una sanefa en la que es representa un calendari agrícola (menologi) orlat en groc i vermell amb escenes típiques de cada mes.

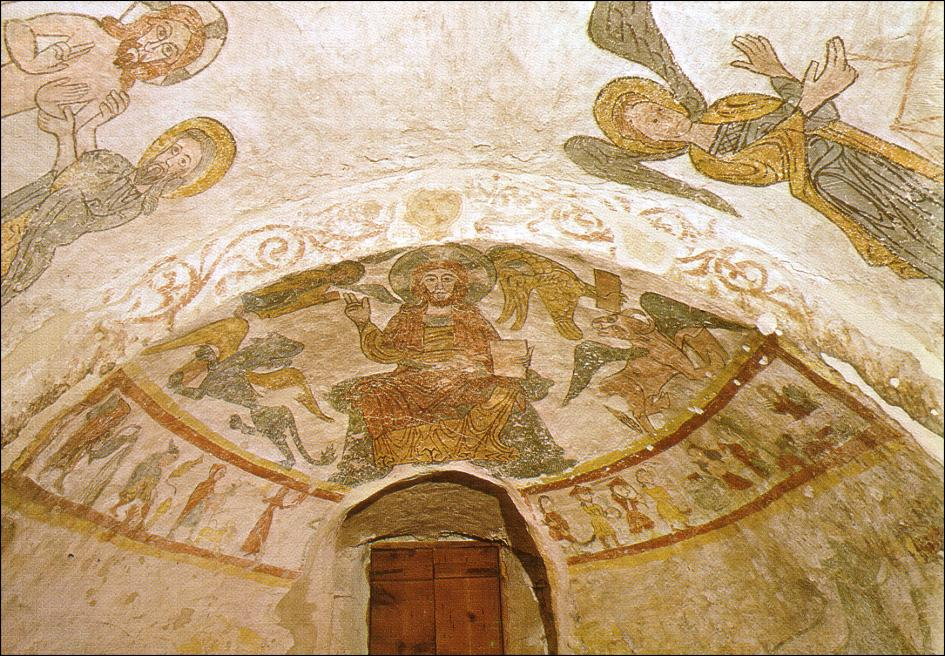
Pintures a l'absis de la cripta septentrional amb el Pantocràtor i sota seu el menologi

- Gener: Un personatge vessant aigua d'un càntir.
- Febrer: Un personatge s'escalfa al foc i a prop hi ha dos peixos.
- Març: Un personatge poda les vinyes acompanyat d'un xai.
- Abril: Una dona amb flors a les mans i els braços oberts.
- Maig: Un pastor tocant la flauta.
- Juny: Un home segant amb una dalla.
- Juliol: Un home segant amb falç.
- Agost: La trilla de les messes.
- Setembre: La recol·lecció de fruits.
- Octubre: Escena amb feines vitivinícoles.
- Novembre: L'engreix dels porcs.
- Desembre: Una parella asseguda a taula.

Es conserven en aquest espai unes piques destinades a guardar oli i l'arqueta de Sant Valeri amb les relíquies de qui va ser bisbe de Saragossa.

### Sarcòfag de sant Ramon
Al fons de la cripta central es troba el magnífic sarcòfag que va contenir les restes de sant Ramon de Roda fins a l'exhumació i trasllat a una urna. És una obra del 1170 que, inicialment, estava encastada a l'absis de la cripta, d'aquí que només n'estiguin decorades tres de les cares. Més tard fou traslladat al claustre des d'on va passar a la seva situació actual. Actualment està sobre una base d'obra moderna i fa funcions d'altar de la cripta, si bé anteriorment era sustentat per quatre imatges del tetramorf que actualment són la base de l'altar major, just al nivell superior.
|  |  |  |

Un dels extrems del sarcòfag conté un baix relleu amb una escena dedicada a sant Ramon. Hi apareix amb vestit pontifical entre dos diaques que l'assisteixen en la litúrgia. Encara conserva restes de la policromia original. L'altre extrem allotja l'escena de la fugida a Egipte. Per acabar, el frontal té quatre escenes de la vida de la Mare de Déu: l'Anunciació, la Visitació, la Nativitat i l'Epifania. En resum, un total de catorze talles que constitueixen un autèntic mariològic d'excel·lent factura.

### Claustre

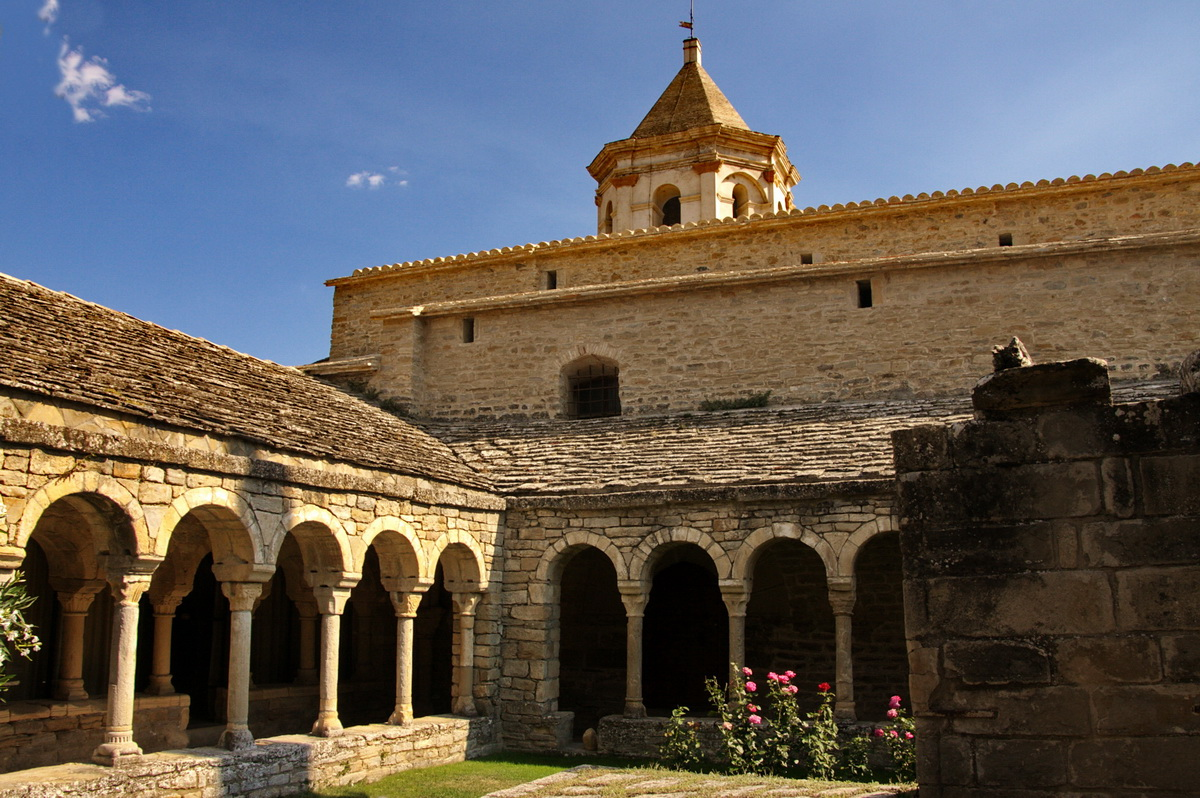
Vista de l'extrem sud-est del claustre. A l'esquerra la doble filera de columnes d'accés a la sala capitular.

El claustre es troba al costat nord de l'església, al mateix nivell que les capçaleres de les naus, i per tant, a un nivell superior al de les naus. Es va construir entre 1136 i 1143 sota el pontificat del bisbe de Roda Gaufred.
La tipologia del claustre és l'habitual del romànic català del segle xii, amb un pati de planta quadrangular amb un aljub al mig per recollir l'aigua de pluja, envoltat per quatre galeries cobertes amb un embigat formant un porxo. Cada porxo conté una successió d'arcs de mig punt, suportats per una sola fila de columnes, sobre un podi seguit, amb pilars rectangulars en «L» als angles i amb columnes raconeres que suporten arcs diagonals, llevat de l'angle nord-est on el pilar és quadrat, amb semicolumnes. Les columnes estan formades per una base amb un doble tor i una escòcia, fust cilíndric llis i capitells decorats toscament amb dibuixos geomètrics i vegetals sobre els quals trobem un àbac mensuliforme, amb motlluració molt senzilla. Als capitells i les bases s'observen encara els desperfectes causats pel tancament amb un mur dels porxos, i als àbacs i a les dovelles dels arcs hi ha nombroses laudes necrològiques d'època medieval dedicades als monjos que hi varen viure.

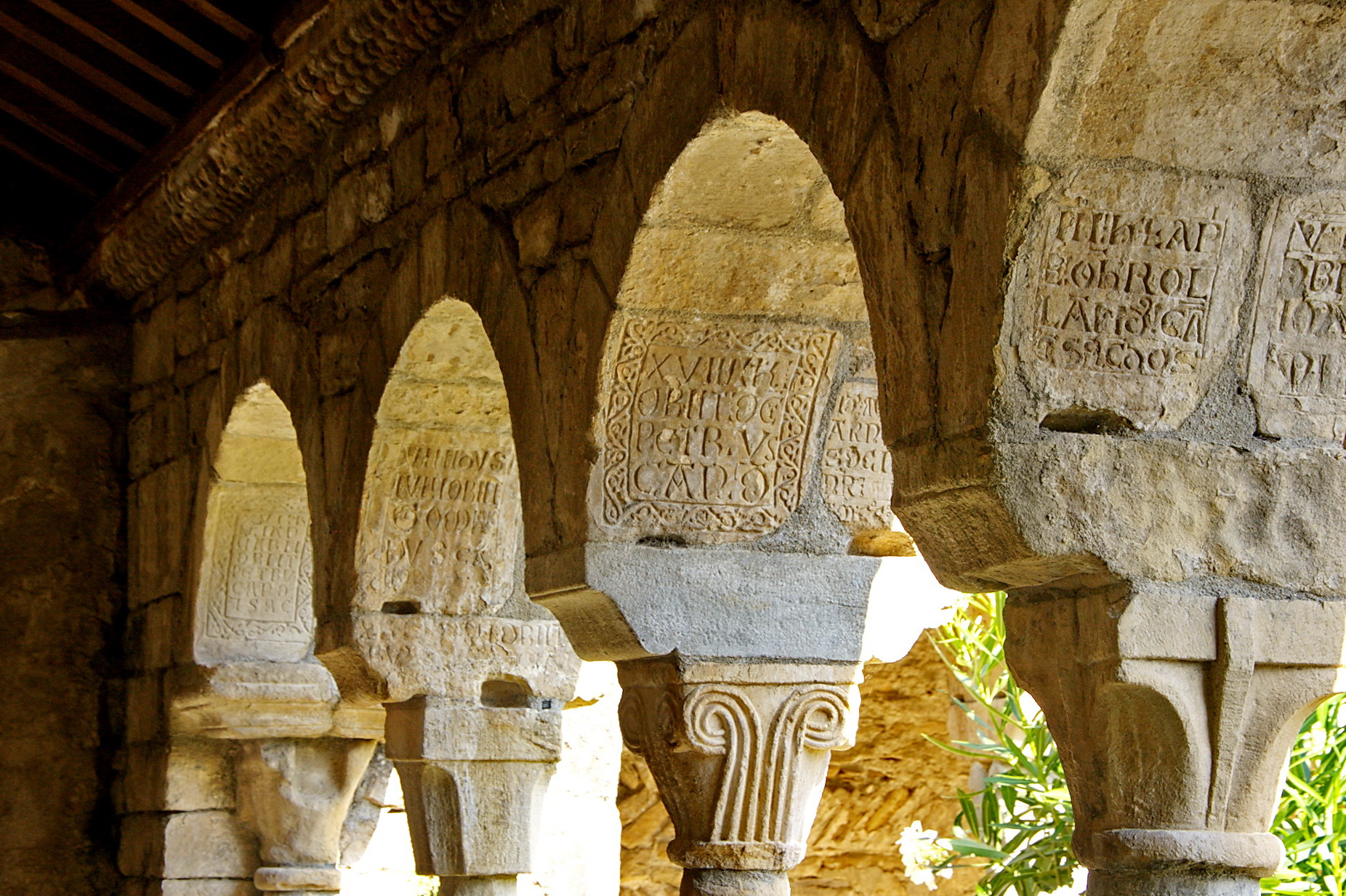
Laudes necrològiques a l'intradós dels arcs del claustre.

El coronament exterior del porxo és molt simple, construït per una sola llosa rectangular que forma el ràfec de la coberta, mentre que interiorment el mur dels arcs s'acaba amb un fris escacat, que rep el suport de l'embigat.
Al voltant de les galeries del claustre hi havia les estances de la canònica catedralícia. Les dependències situades al costat de ponent han desaparegut totalment. Tot i això es conserven dues portes amb llinda.
A l'ala sud hi ha la porta que el comunica amb l'església, de construcció posterior, és adovellada, amb un arc de mig punt, amb una arquivolta de doble motllura de bossell a l'intradós, suportada en sengles capitells i les seves columnes. El timpà és llis. A la part alta del mur, un seguit de mènsules decorades sustenten el sostre. A l'extrem de ponent del mateix mur hi ha els vestigis d'una porta, de factura molt simple, que podria correspondre's al primitiu accés al claustre.
L'ala nord és ocupada per una sala de planta rectangular destinada originalment a refectori, molt reformada a la part alta i coberta amb un embigat de fusta, suportat per quatre arcs de diafragma de perfil apuntat que, com tota la part alta de la sala, són fruit d'un procés de reforma sobre l'edifici original. D'aquest primitiu edifici es conserva, essencialment, la part baixa, on hi ha a l'extrem de ponent una porta que segueix un model de portada del segle xii. Té una llinda i un timpà llis, emfatitzada per una arquivolta que és suportada per dues columnes completes.

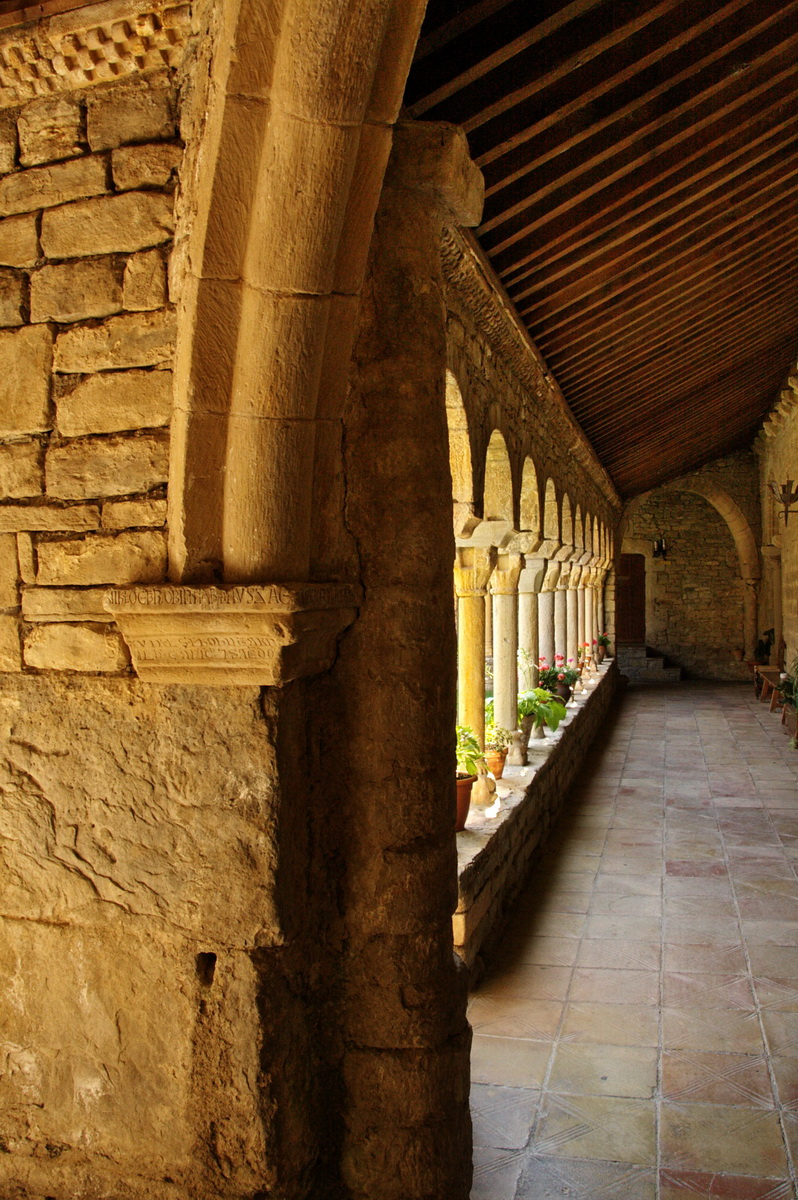
Porxo amb els arcs diagonals dels extrems. A l'extrem superior es pot apreciar el fris escacat que suporta l'embigat.

L'extrem de llevant d'aquest costat, fora de l'àmbit del refectori, ha estat molt alterat per la destrucció de les estructures originals i les importants restauracions. Hi ha una porta, de factura recent, que comunica directament el claustre amb l'exterior, en l'àmbit on hi ha l'edifici conegut com a Palau Episcopal o Casa del Prior.

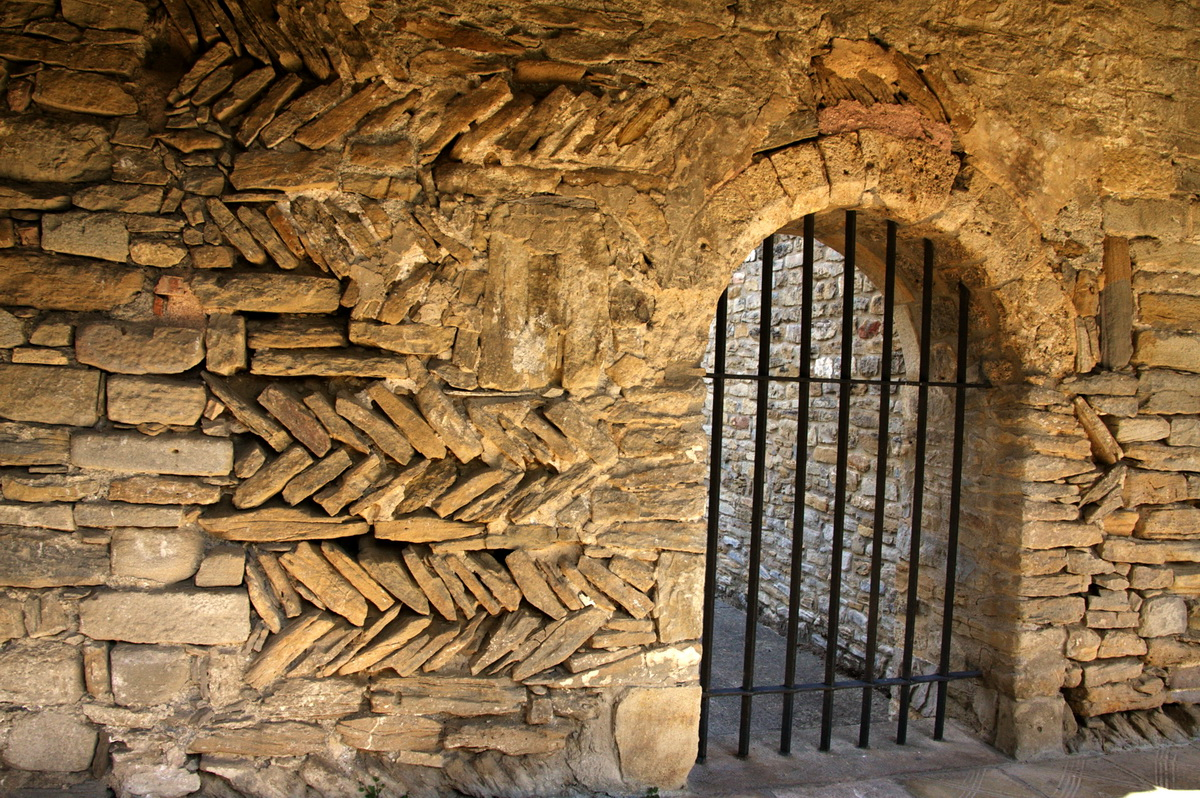
Opus spicatum al mur de llevant, originari del primer període.

L'ala de llevant de les dependències claustrals és, comparat amb la resta, una de les més interessants de tot el conjunt. Hi ha un pany de mur –on s'obre un arc de mig punt– construït amb un aparell en el qual s'alternen filades de lloses planes amb filades de lloses disposades en opus spicatum. Tot i que no es pot donar valor cronològic absolut a aquest tipus d'aparell, és clar que aquest pany de mur, en el seu context, està desconnectat del seu entorn i sembla l'aprofitament d'un element constructiu anterior a l'obra del claustre del segle xii.
Al costat d'aquest segment de mur hi ha la sala capitular que és una sala rectangular, coberta amb embigat, on hi destaca la façana que dona al claustre formada per una successió d'arcs suportada per una fila de columnes com les del claustre. Amb aquesta tipologia, la façana de la sala capitular de la catedral de Roda s'aparta de la tipologia més usual de les façanes de les sales capitulars del segle xii. En canvi, el tipus de façana com a porxo continu és molt rar en el context de l'arquitectura catalana del seu temps.

### Capella de Sant Agustí
Al mur de llevant de la sala capitular hi ha adossada la capella de Sant Agustí, antic oratori de la infermeria canonical. És una nau molt curta, capçada per un absis semicircular, precedit d'un estret arc presbiteral, amb una finestra de doble esqueixada i decorada amb pintures murals. A diferència de l'absis de l'església, l'exterior de l'absis de la capella de Sant Agustí és totalment llisa, sense decoració, i presenta un aparell de carreus del claustre, amb el qual forma un procés constructiu unitari i coherent, posterior a l'obra de l'església. La capella de Sant Agustí fou consagrada el 1107.

### Pòrtic
La façana principal, al sud, és ressaltada per l'imponent campanar de torre de la catedral i pel pòrtic que n'aixopluga la portada, que foren afegits a partir del segle xv a l'era alt-medieval. El pòrtic, constituït per cinc arcs de mig punt rebaixats, el central més ample que els restants, fou realitzat entre 1724 i 1728 pel mestre d'obres Dionisio Lanzón de Graus i dissenyat per Silvestre Colás.
Aquest porxo conté elements propis de les formes evolucionades de l'arquitectura gòtica, amb inclusió d'elements renaixentistes com escòcies i boles en els perfils de l'intradós. Aquestes formes es fan més patents en el campanar de torre, de planta hexagonal irregular, adossat a l'angle sud-est de l'església. Aquest campanar aprofita a la façana de llevant part del mur d'un campanar de torre romànic inacabat, on s'observa una lesena angular, que juntament amb el parament palesa una adscripció a les formes alt-medievals. El pòrtic es remata por un frontó triangular centrat amb una fornícula que allotja una imatge exempta de Sant Vicent encarregada pel bisbe de Lleida Pere Antoni Serra, l'any 1628.

## Tresor i patrimoni artístic

### Orgue
L'orgue de Roda ocupava tradicionalment una arcada vora l'epístola. L'actual data del 1653 i va passar a ocupar els peus de la basílica. L'any 1700 el prior Miguel Silvestre de Cetina el millorà i l'amplià. L'orgue original podria ser de la darreria del segle xvi, si bé la documentació existent destaca la intervenció de Jaime Puch el 1611 amb un refinament fet per Pedro Fuertes el 1619 sobre un orgue de dos teclats.
El 1652 s'acorda la construcció de l'actual orgue fet pel monjo fra Martin Peruga en una caixa de Juan Busin de la qual es conserva el cos superior. Era d'un sol teclat i nou registres. Entre 1700 i 1722, per iniciativa del prior Miguel Silvestre de Cetina va ser reubicat en un parell d'ocasions i reformat per Ambrosio Moliner donant com a resultat un equip de dos teclats amb tots els registres. El 1785, una nova reforma a càrrec de Thomas Sanchez ho torna a deixar en un teclat. Més recentment ha estat restaurat el 1975 i el 2008.

### Tresor de sant Ramon
La peça més valorada és la cadira de sant Ramon (segle ix), construïda en fusta de boix i que es conserva en un espai protegit, junt amb les sandàlies, un guant, una peça de lli amb què fou enterrat i la mitra de Ramon que varen ser extrets del sarcòfag.
La cadira de sant Ramon es considera el moble més antic conservat. És un exemplar únic tallat en fusta de boix de Tolosa amb motius d'animals fantàstics d'inspiració nòrdica i es desconeix com va arribar a Roda, tot i que s'atribueix a un regal a Sant Ramon per part d'algun personatge del nord d'Europa.
Va ser robada per Erik el Belga el 6 de desembre de 1979 i recuperada temps més tard, si bé s'havia tallat en parts per a vendre-la millor. Actualment una estructura de metacrilat reconstrueix les parts que no han pogut ser recuperades.
El tresor mobiliari fou salvat per la Generalitat de Catalunya el 1937 durant la guerra civil espanyola.
També forma part del tresor l'arqueta reliquiària de Sant Valeri que estava decorada amb esmalts de Llemotges, però van ser robats per Erik el Belga i només se n'han pogut recuperar alguns.
Altres peces robades corresponent al segle xii són: una pinta litúrgica, bàcul pastoral, sudari i capa de Sant Ramon, mitra de Sant Valeri.

### Retaule

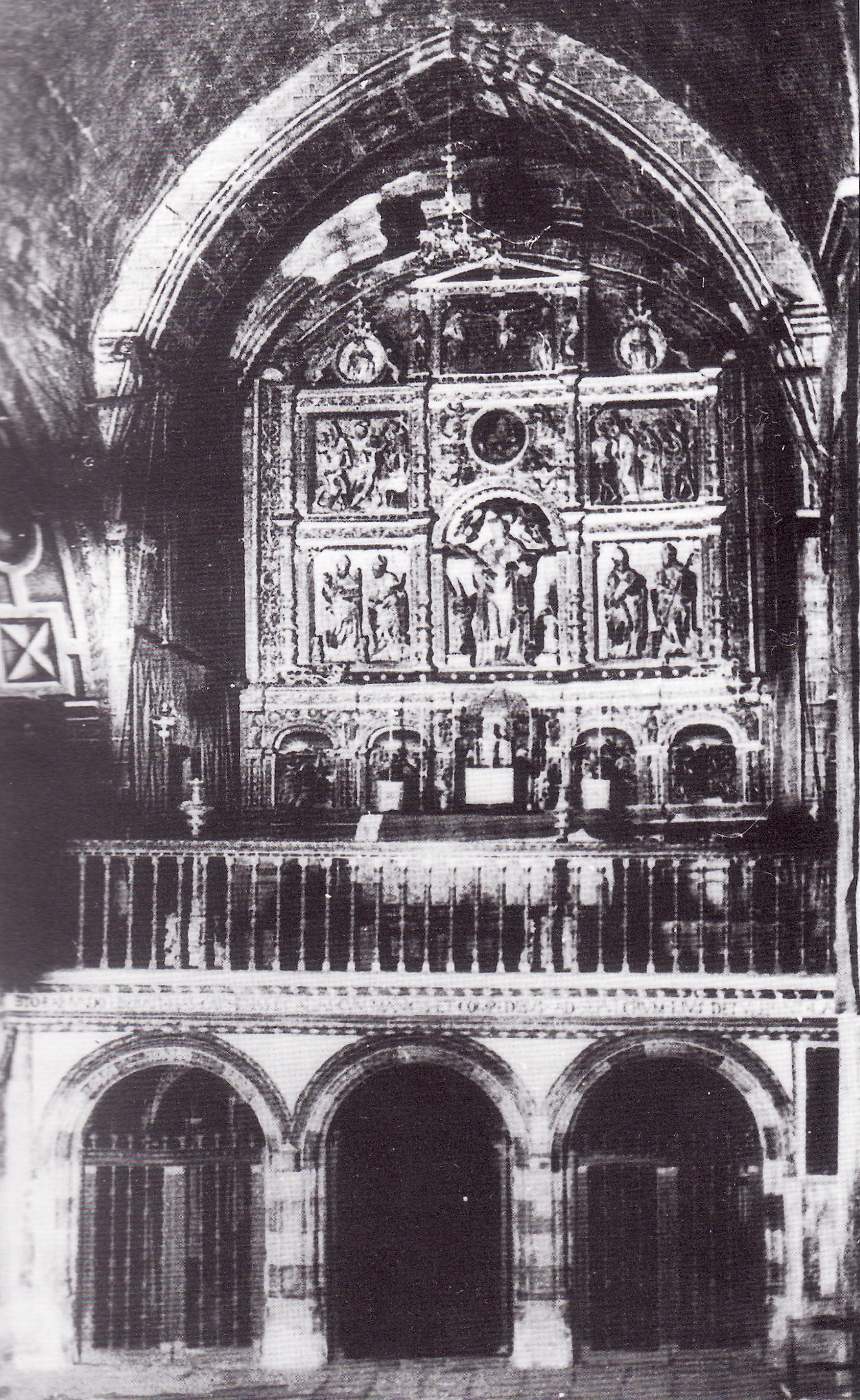
Retaule major en una imatge de començaments de, abans de la seva destrucció

Entre el mobiliari litúrgic de la catedral destacava el retaule major, obra de Gabriel Yoli, i destruït el 1936 durant la guerra civil espanyola. Per a fer aquesta obra, el març del 1533 el prior Pere Agustí i el capítol van contractar l'escultor francès Gabriel Yoly, establert a Saragossa. Estava dedicat a sant Vicent i les imatges, segons s'especificava al contracte, «havien de ser tan perfectes com les realitzades per l'artista a Saragossa, a l'església de Sant Miquel dels Navarros, a l'Hospital i a la Mare de Déu del Portillo». El retaule va costar 12.000 sous de Jaca a càrrec del capítol, que havia d'anticipar 600 sous anuals. L'arxiu de Roda conserva un rebut amb la signatura autògrafa de Yoly corresponent al 27 de novembre de 1536. Es conserva la bella maçoneria renaixentista d'aquest retaule de Roda així com les sargues, les singulars portes de llenç i taula que el tapaven per Setmana Santa i dies ordinaris.
A l'anvers i acolorits figuren l'«Oració a l'Hort», la Captura, Ecce Homo i l'escena de Jesús quan es troba amb Verònica. Al revers, a grisalla, es representa la Resurrecció de Llàtzer, i a la zona inferior la Resurrecció de Crist i l'apostolat amb filacteris que reprodueixen el Credo de Nicea; als costats, dos profetes.
Van ser pintades entre 1555 i 1556; per a les grisalles es van proposar com a model les del retaule de Lleida. L'artista va utilitzar el llenguatge formal artificiós del manierisme, amb escorços violents, colors estridents i deformacions en el cànon de les figures, de cossos molt allargats que evoquen el Pontormo i l'escola de Fontainebleau.
També són de destacar les retaules de Sant Miquel, de Sant Sebastià i del Rosari, corresponents als segles xvi i xvii.

### Altres
D'ençà del 1856, per ordre governativa, Roda va perdre bona part del seu ric fons arxivístic i codicològic. L'arxiu civil va passar a Osca. L'any 1863 consta el trasllat de les peces més notables a l'Arxiu Capitular de Lleida. En aquest arxiu es conserven més d'un miler de pergamins procedents de Roda i quaranta-quatre còdexs. L'arxiu de Roda només conserva avui, pràcticament, manuscrits i lligalls de papers que daten del segle xv en endavant.
- Frontal de la Passió de Crist. Anònim del segle xvi d'estil manierista.
- Verge d'Estet. Anònim de 1300. Imatge gòtica de fusta policromada que presideix la cripta. És una talla de la Marededéu amb el Nen que procedeix de l'ermita d'Estet (municipi de Montanui), actualment enrunat.
- Escenes de la infància de Jesús. Pere Espallargues, segle xv. Quatre quadres a l'oli que van ser robats el 1979 i posteriorment retornats.
- Bateig de Sant Agustí per Sant Ambròs. Oli sobre tela anònim del segle xviii.[14]